# Cratere Sveta
Sveta  è un cratere sulla superficie di Venere.